# Athemellus naokii
Athemellus naokii là một loài bọ cánh cứng trong họ Cantharidae. Loài này được Okushima & Imasaka miêu tả khoa học năm 2000.